# Monte Mulu
El monte Mulu (malayo: Gunung Mulu) es una montaña de arenisca y esquisto. Con 2376 m, es la segunda montaña más alta del estado de Sarawak, después del monte Murud. Se encuentra dentro de los límites del parque nacional Gunung Mulu, que lleva su nombre.

## Historia
En el siglo XIX, Spenser St. John y Charles Hose intentaron conquistar el monte Mulu. Sin embargo, sus intentos fracasaron. No fue hasta la década de 1920, cuando un cazador de rinocerontes de Berawan llamado Tama Nilong descubrió la cresta suroccidental cercana a la montaña que finalmente condujo a la cumbre. En 1932, Tama Nilong condujo a Lord Shackleton y a una expedición de la Universidad de Oxford a la cumbre del Mulu.

## Biodiversidad
El karst calcáreo y las cumbres aisladas de Mulu albergan muchas plantas y animales únicos y en peligro de extinción. Los sistemas biológicos de la montaña abarcan desde bosques dipterocarpáceos de tierras bajas hasta vegetaciones montanas. La montaña destaca por su diversidad de plantas odre. Se han registrado cinco especies en el monte Mulu: Nepenthes hurrelliana, Nepenthes lowii, Nepenthes muluensis, Nepenthes tentaculata y Nepenthes vogelii.